# El gran Juego (revista)
El gran juego es el nombre elegido por Roger Vailland, para una revista literaria y, por ende, para el conjunto de personas que colaboraron entre 1928 y 1932.

## Historia

### Comienzos
En 1922, en Reims, cuatro estudiantes de secundaria, René Daumal, Roger Gilbert-Lecomte, Roger Vailland y Robert Meyrat formaron un grupo al que llamaron "Hermanos Simplistas" con el objetivo de redescubrir "la sencillez de la infancia y sus posibilidades de intuición y conocimiento espontáneo” a través de prácticas extrasensoriales de investigación. Meyrat abandonaría el grupo, y los demás fundaron "El gran Juego": una revista basada en la revuelta y la patafísica.
Heráclito, Marx y las huellas de la mente primitiva en el hombre civilizado, junto con el decadentismo del poeta Arthur Rimbaud, fueron los que marcaron las preferencias de estos escritores. Un marco que ha permitido que hayan sido llamados «parasurrealistas» pero que les dio una personalidad gracias a la cual pudieron mantener su libertad durante su corta existencia. Como grupo intentaron explorar el mundo de los sueños a través del uso de textos místicos, de la poesía y la toma de drogas. 
Crecieron con la llegada del pintor checo Joseph Sima que se incorporó a la revista como ilustrador, luego Pierre Audard, André Delons,  el diseñador Artür Harfaux, el poeta Maurice Henry, Pierre Minet y el crítico literario André Rolland de Renéville y establecieron contactos con Robert Desnos, Léon Pierre-Quint, Marianne Lams y el pintor y diseñador de vestuario Mayo

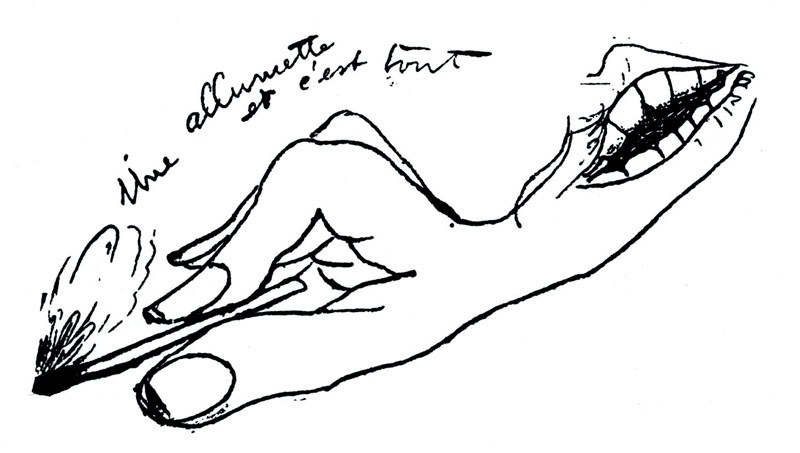
Ilustración de Mayo para Le Grand Jeu

A ellos se añadieron Hendrik Cramer, Roger Caillois y otros...

### Periodicidad
Aparecieron 3 números entre 1928 y 1930. La reimpresión a cargo de J.M. Place (Paris, 1977) incluye también elementos del Nº.4, de otoño de 1932, que nunca apareció.
El primer número de la revista apareció en junio de 1928: «El Gran Juego es irremediable; solo se juega una vez. Nosotros queremos jugarlo todos los instantes de nuestra vida». Sigue siendo “quien pierde gana”. Porque se trata de perderse. Queremos ganar, sin embargo, el Gran Juego es un juego de azar, es decir de habilidad, o mejor aún de “gracia”: la gracia de Dios, y la gracia de los gestos.
— Roger Gilbert-Lecomte, "El gran Juego", prólogo del primer número

### Ideas
El grupo nunca publicó un Manifiesto, a diferencia de André Breton con su Manifiesto Surrealista. Estas son algunas de sus ideas
«El Gran Juego no es una revista literaria, artística, filosófica o política. Busca lo esencial».
no esperamos nada

no tenemos ninguna «aspiración», sino más bien expiraciones
como especialistas de la desesperación practicamos el engaño sistemático, del que conocemos numerosos y siempre sorprendentes procedimientos
no conviene confundir nuestro frenesí con entusiasmo (No Señora, la juventud no es bella)
nuestro único dogma es:
EL ROMPEDOGMAS: 
«El Gran Juego es entera y sistemáticamente destructor».
André Breton, observando la calidad de los miembros del Gran Juego, en particular de Rolland de Renéville, buscó la cooperación entre los dos grupos.
Los miembros de Le Grand Jeu, sobre todo, René Daumal y Roger Gilbert-Lecomte, no aceptaron, en principio, las ideas surrealistas, limitadas, a sus ojos, al dominio del inconsciente, en particular con la escritura automática, que no daba acceso a la "metafísica experimental".

### Desarrollo
Fue en 1925, en París, cuando conectaron con el superrealismo, movimiento en el que reconocieron ciertas investigaciones similares, como el sueño forzado, y cuyo carácter revolucionario admiraron. Fue Léon Pierre-Quint, el director de las ediciones Kra, quien posibilitó los contactos con el grupo de la revista Discontinuité dirigida por Arthur Adamov y el de Bifur.dirigida por Georges Ribemont-Dessaignes  (inicialmente adscrito al surrealismo, que abandonó posteriormente)

### Crisis
En septiembre de 1928, el escritor Monny de Boully abandona el grupo de Bretón por el Gran Juego (integrado en el grupo surrealista desde 1925). Boully había entrado en conflicto con Breton con motivo del acercamiento de los surrealistas a los colaboradores de Clarté, revista próxima al Partido Comunista Francés (1927). Boully le reprochó a Breton sacrificar el carácter experimental del surrealismo. Esta deserción llevó a Breton a instruir el "juicio" al Gran Juego, el 11 de marzo de 1929. Al amparo de una reunión sobre el tema "Examen crítico del destino recientemente sufrido por León Trotsky" (exiliado por Stalin), Breton exigió la exclusión — denegada por Roger Vailland — del Gran Juego, debido a la publicación de un artículo de este último en homenaje al prefecto de policía Jean Chiappe que, había reprimido con dureza las manifestaciones comunistas. Como consecuencia, Breton expulsó a los componentes de "El gran Juego" en 1929.
A pesar de este intento de André Breton de debilitar al grupo, la actividad del Gran Juego continuó con fuerza, incluso después de la ruptura con Roger Vailland (enero de 1930): publicación del segundo número de la revista, organización de exposiciones (galería Bonaparte en 1929) y conferencias...
En un afán de apaciguamiento, Louis Aragon inició contactos con Rolland de Renéville. Pero la publicación del Segundo Manifiesto del Surrealismo de André Breton enfrió los intentos de reconciliación. René Daumal, llamado a “aclarar su posición personal”  con respecto al surrealismo, respondió a Breton con una carta abierta, publicada en el tercer número de Le Grand Jeu:
“Por una vez, tienes ante ti a hombres que, alejándose de ti, incluso criticándote severamente, no van a insultarte y por ello... Cuídate, André Breton, de figurar más tarde en los libros de texto de historia literaria. Nosotros, si tuviéramos que buscar algún honor, sería el de quedar inscritos para la posteridad en la historia de los cataclismos.»

### Final

#### Asunto Louis Aragon
Tras la publicación en Moscú del poema "Front rouge (Frente rojo)" de Louis Aragon, este último fue procesado por el gobierno francés por “incitación a los soldados a la desobediencia y provocación al asesinato con fines de propaganda anarquista". Breton defendió a Aragon en nombre de la libertad de expresión de la poesía. Pero por su parte, Aragon no se reconoció en el texto de Breton.
| Frente Rojo (frag) Proletariado: que tu furia recorra el Elíseo Un día volarás el Arco del Triunfo Proletariado conoce tu fuerza Conoce tu fuerza y enloquece ... Fuego sobre León Blum Fuego sobre Boncour Frossard Deat Fuego sobre los osos sabios de la social-democracia Fuego, yo escucho pasar la muerte que se lanza sobre Garchery Fuego os digo Bajo la dirección del Partido Comunista |

A principios de 1932, el "asunto Aragon" fue una de las causas que provocaron el final del Gran Juego, otro de los motivos fue una disensión entre los dos principales miembros del Gran Juego, René Daumal y Roger Gilbert-Lecomte. Este último criticó a Daumal por su relación con un maestro espiritual llamado Georges Gurdjieff quien, según él, había llevado a Daumal a dejar de lado las ambiciones del Gran Juego.